# Jasienica (Myślenice)
Jasienica ist eine Ortschaft mit einem Schulzenamt der Gmina Myślenice im Powiat Myślenicki der Woiwodschaft Kleinpolen in Polen.

## Geographie
Der Ort liegt zwischen dem Pogórze Wielickie im Norden und den Makower Beskiden im Süden am Bach Jasieniczanka. Nachbarorte sind Sułkowice im Nordwesten, Rudnik im Norden, Bysina im Osten und Trzebunia im Süden.

## Geschichte
Der Ort wurde entlang des Bachs Jasienicza „aus wilder Wurzel“ nach deutschem Recht von Henryk von Grochotowice und Piotr von Wola laut dem Gründungsprivileg aus dem Jahre 1335 der Königin-Witwe Hedwig von Kalisch gegründet. Der topographische Name stammt von der Esche (polnisch jesion). Er gehörte seit der Gründung zur Starostei der Burg Lanckorona.
Bei der Ersten Teilung Polens kam Jasienica 1772 zum neuen Königreich Galizien und Lodomerien des habsburgischen Kaiserreichs (ab 1804).
1918, nach dem Ende des Ersten Weltkriegs und dem Zusammenbruch der k.u.k. Monarchie, kam Jasienica zu Polen. Unterbrochen wurde dies nur durch die Besetzung Polens durch die Wehrmacht im Zweiten Weltkrieg. Es gehörte dann zum Generalgouvernement.
Von 1975 bis 1998 gehörte Jasienica zur Woiwodschaft Krakau.